# Dahria Beatty
Dahria Beatty (* 7. März 1994 in Whitehorse) ist eine kanadische Skilangläuferin.

## Werdegang
Beatty startete im Dezember 2009 erstmals in Vernon im Nor Am Cup und belegte dabei den 32. Platz über 10 km Freistil. Bei den Nordischen Junioren-Skiweltmeisterschaften 2010 in Hinterzarten errang sie den 65. Platz im Skiathlon, den 25. Platz über 5 km klassisch und den 14. Platz mit der Staffel. Ihre besten Resultate bei den Nordischen Junioren-Skiweltmeisterschaften 2012 in Erzurum waren der 23. Platz im Skiathlon und der neunte Rang mit der Staffel. Zu Beginn der Saison 2012/13 lief sie in Canmore ihre ersten Weltcuprennen. Dabei belegte sie den 57. Platz im 10-km-Massenstartrennen, den 55. Rang im Sprint und den 54. Platz im Skiathlon. Ihre besten Ergebnisse bei den Nordischen Junioren-Skiweltmeisterschaften 2014 im Fleimstal waren der 15. Platz über 5 km klassisch und der zehnte Rang mit der Staffel. Zu Beginn der Saison 2014/15 holte sie in Vernon über 15 km Freistil ihren ersten Sieg im Nor-Am Cup. Im weiteren Saisonverlauf kam sie im Nor-Am Cup dreimal auf den dritten Platz und siegte bei den kanadischen Meisterschaften und zugleich Nor-Am Cup in Thunder Bay über 5 km Freistil. Bei den U23-Weltmeisterschaften 2015 in Almaty errang sie den 30. Platz über 10 km Freistil und den 20. Rang im Sprint. Die Saison beendete sie auf dem dritten Platz in der Gesamtwertung des Nor-Am Cups. Nach Platz drei im Sprint bei der US Super Tour in West Yellowstone zu Beginn der Saison 2015/16, gewann sie beim Nor-Am Cup in Canmore im Sprint und im 10-km-Massenstartrennen und in Vernon über 10 km Freistil. Es folgten im Nor-Am Cup ein zweiter Platz und ein erster Rang in Cantley und zwei Siege in Prince George. Im März 2016 holte sie bei der Sprintetappe der Ski Tour Canada in Canmore mit dem 15. Platz ihre ersten Weltcuppunkte. Bei den kanadischen Meisterschaften 2016 in Whitehorse siegte sie im Sprint und über 10 km Freistil. Zudem wurde sie Zweite über 5 km klassisch und gewann zum Saisonende die Gesamtwertung des Nor Am Cups. In der folgenden Saison belegte sie den 59. Platz bei der Weltcup-Minitour in Lillehammer und den 50. Rang beim Weltcup-Finale in Québec. Bei den U23-Weltmeisterschaften 2017 in Soldier Hollow kam sie auf den 19. Platz im Skiathlon, auf den 16. Rang über 10 km Freistil und auf den 12. Platz im Sprint. Ihre besten Platzierungen beim Saisonhöhepunkt den nordischen Skiweltmeisterschaften 2017 in Lahti waren der 34. Platz im 30-km-Massenstartrennen, der 13. Rang zusammen mit Cendrine Browne im Teamsprint und der zehnte Platz mit der Staffel. Im Nor Am Cup errang sie zweimal den zweiten und einmal den ersten Platz und erreichte damit den neunten Platz in der Gesamtwertung.
In der Saison 2017/18 siegte Beatty beim Nor-Am-Cup in Mont Sainte-Anne im Sprint und errang beim Weltcupfinale in Falun den 54. Platz. Ihre besten Platzierungen bei den Olympischen Winterspielen 2018 in Pyeongchang waren der 37. Platz über 10 km Freistil und jeweils der 13. Rang mit der Staffel und zusammen mit Emily Nishikawa im Teamsprint. In der folgenden Saison holte sie fünf Siege im Nor-Am-Cup. Zudem errang sie dreimal den zweiten Platz und erreichte zum Saisonende den zweiten Platz in der Gesamtwertung. Ihre besten Ergebnisse bei den nordischen Skiweltmeisterschaften 2019 in Seefeld in Tirol waren der 31. Platz im Sprint und jeweils der 12. Rang mit der Staffel und zusammen mit Emily Nishikawa im Teamsprint. Ihre besten Resultate bei den nordischen Skiweltmeisterschaften 2021 in Oberstdorf waren der 34. Platz im 30-km-Massenstartrennen und der neunte Rang mit der Staffel. Im folgenden Jahr nahm sie bei den Olympischen Winterspielen in Peking an sechs Rennen teil. Ihre besten Ergebnisse dabei waren der 18. Platz über 10 km klassisch und der neunte Rang mit der Staffel.

## Siege bei Continental-Cup-Rennen
| Nr. | Datum             | Ort              | Disziplin                      | Serie      |
| --- | ----------------- | ---------------- | ------------------------------ | ---------- |
| 1.  | 20. Dezember 2014 | Vernon           | 15 km Freistil                 | Nor Am Cup |
| 2.  | 15. März 2015     | Thunder Bay      | 5 km Freistil 1                | Nor Am Cup |
| 3.  | 6. Dezember 2015  | Canmore          | 10 km Freistil Massenstart     | Nor Am Cup |
| 4.  | 8. Dezember 2015  | Canmore          | Sprint klassisch               | Nor Am Cup |
| 5.  | 13. Dezember 2015 | Vernon           | 10 km Freistil                 | Nor Am Cup |
| 6.  | 7. Februar 2016   | Cantley          | 15 km klassisch Massenstart    | Nor Am Cup |
| 7.  | 19. Februar 2016  | Prince George    | Sprint klassisch               | Nor Am Cup |
| 8.  | 20. Februar 2016  | Prince George    | 7,5 km Freistil                | Nor Am Cup |
| 9.  | 22. März 2016     | Whitehorse       | 10 km Freistil 1               | Nor Am Cup |
| 10. | 23. März 2016     | Whitehorse       | Sprint Freistil 1              | Nor Am Cup |
| 11. | 20. Januar 2017   | Whistler         | Sprint Freistil                | Nor Am Cup |
| 12. | 5. Januar 2018    | Mont Sainte-Anne | Sprint klassisch               | Nor Am Cup |
| 13. | 9. Januar 2018    | Mont Sainte-Anne | Sprint Freistil                | Nor Am Cup |
| 14. | 13. Dezember 2018 | Canmore          | Sprint klassisch               | Nor Am Cup |
| 15. | 15. Dezember 2018 | Canmore          | 10 km Freistil                 | Nor Am Cup |
| 16. | 16. Dezember 2018 | Canmore          | 15 km klassisch Mst.           | Nor Am Cup |
| 17. | 14. März 2019     | Gatineau         | 15 km Freistil Verfolgung 1, 2 | Nor Am Cup |
| 18. | 14. März 2019     | Gatineau         | 15 km Freistil Verfolgung 1, 3 | Nor Am Cup |
| 19. | 18. Januar 2020   | Pragelato        | 15 km klassisch Massenstart    | Alpencup   |

## Teilnahmen an Weltmeisterschaften und Olympischen Winterspielen

### Olympische Spiele
- 2018 Pyeongchang: 13. Platz Staffel, 13. Platz Teamsprint Freistil, 37. Platz 10 km Freistil, 42. Platz Sprint klassisch, 52. Platz 15 km Skiathlon
- 2022 Peking: 9. Platz Staffel, 12. Platz Teamsprint klassisch, 18. Platz 10 km klassisch, 25. Platz Sprint Freistil, 28. Platz 15 km Skiathlon, 39. Platz 30 km Freistil Massenstart

### Nordische Skiweltmeisterschaften
- 2017 Lahti: 10. Platz Staffel, 13. Platz Teamsprint klassisch, 33. Platz 30 km Freistil Massenstart, 37. Platz Sprint Freistil, 38. Platz 10 km klassisch
- 2019 Seefeld in Tirol: 12. Platz Staffel, 12. Platz Teamsprint klassisch, 31. Platz Sprint Freistil, 41. Platz 30 km Freistil Massenstart, 49. Platz 10 km klassisch
- 2021 Oberstdorf: 9. Platz Staffel, 12. Platz Teamsprint Freistil, 34. Platz 30 km klassisch Massenstart, 38. Platz Sprint klassisch, 44. Platz 10 km Freistil
- 2023 Planica: 12. Platz Teamsprint Freistil, 35. Platz Sprint klassisch, 36. Platz 30 km klassisch Massenstart, 46. Platz 10 km Freistil

## Platzierungen im Weltcup

### Weltcup-Statistik
Die Tabelle zeigt die erreichten Platzierungen im Einzelnen.
- 1.–3. Platz: Anzahl der Podiumsplatzierungen
- Top 10: Anzahl der Platzierungen unter den ersten zehn
- Punkteränge: Anzahl der Platzierungen innerhalb der Punkteränge
- Starts: Anzahl gelaufener Rennen in der jeweiligen Disziplin
- Hinweis: Bei den Distanzrennen erfolgt die Einordnung gemäß FIS.

| Platzierung               | Distanzrennen a | Distanzrennen a | Distanzrennen a | Distanzrennen a | Distanzrennen a | Skiathlon Verfolgung | Sprint | Etappen- rennen b | Gesamt | Team   | Team    |
| Platzierung               | ≤ 5 km          | ≤ 10 km         | ≤ 15 km         | ≤ 30 km         | > 30 km         | Skiathlon Verfolgung | Sprint | Etappen- rennen b | Gesamt | Sprint | Staffel |
| ------------------------- | --------------- | --------------- | --------------- | --------------- | --------------- | -------------------- | ------ | ----------------- | ------ | ------ | ------- |
| 1. Platz                  |                 |                 |                 |                 |                 |                      |        |                   |        |        |         |
| 2. Platz                  |                 |                 |                 |                 |                 |                      |        |                   |        |        |         |
| 3. Platz                  |                 |                 |                 |                 |                 |                      |        |                   |        |        |         |
| Top 10                    |                 |                 |                 |                 |                 |                      |        |                   |        | 1      | 2       |
| Punkteränge               |                 | 5               |                 | 1               |                 | 1                    | 13     | 1                 | 21     | 5      | 9       |
| Starts                    | 1               | 31              | 3               | 3               |                 | 13                   | 41     | 4                 | 96     | 5      | 11      |
| Stand: Saisonende 2022/23 |                 |                 |                 |                 |                 |                      |        |                   |        |        |         |

### Weltcup-Gesamtplatzierungen
| Saison  | Gesamt | Gesamt | Distanz | Distanz | Sprint | Sprint |
| Saison  | Punkte | Platz  | Punkte  | Platz   | Punkte | Platz  |
| ------- | ------ | ------ | ------- | ------- | ------ | ------ |
| 2015/16 | 16     | 81.    | -       | -       | 16     | 52.    |
| 2016/17 | 13     | 99.    | 5       | 83.     | 8      | 71.    |
| 2017/18 | 11     | 89.    | -       | -       | 11     | 61.    |
| 2018/19 | 22     | 84.    | -       | -       | 22     | 46.    |
| 2019/20 | 23     | 79.    | -       | -       | 23     | 51.    |
| 2020/21 | 31     | 69.    | 31      | 43.     | -      | -      |
| 2022/23 | 166    | 74.    | 51      | 69.     | 73     | 62.    |